# Christine Dancke

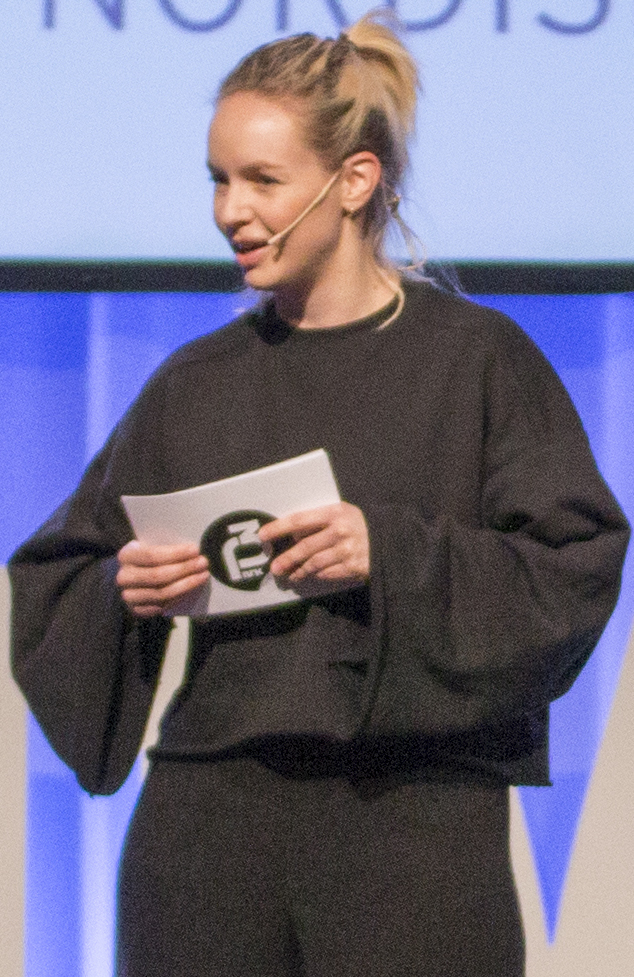
Christine Dancke, 2017

Christine Dancke (* 5. März 1984) ist eine norwegische Moderatorin und Musikerin. Erste Bekanntheit erlangte sie als Rapperin. Ab 2010 arbeitete sie als Radiomoderatorin für NRK P3.

## Leben
Dancke stammt aus der südlich von Oslo gelegenen Ortschaft Kolbotn. Sie besuchte den Musikzweig der weiterführenden Schule in Ski. Nach ihrer Schulzeit begann sie Psychologie an der Universität Oslo zu studieren. Im Jahr 2008 erhielt sie einen Masterabschluss in Soziologie. Neben ihrem Studium war Dancke sowohl als Musikerin als auch in der Lokalpolitik tätig. Zunächst gehörte sie dem Gesangsduo Gulltoppene an, bevor sie als Solokünstlerin zu Beginn der 2000er-Jahre zu den ersten Frauen im norwegischsprachigen Hip-Hop gehörte. Der Durchbruch gelang ihr mit dem Lied Jenteinvasjon. Ihr selbstgeschriebenes Debütalbum Knekt kam im Jahr 2003 heraus. Im selben Jahr zog sie als 19-Jährige für die Sosialistisk Venstreparti (SV) in das Kommunalparlament der damaligen Kommune Oppegård ein.
Im Jahr 2009 bildete sie gemeinsam mit DJ Silje Larsen Borgan das DJ-Duo HOETELL. Die beiden erhielten im Jahr 2010 eine am Samstagabend übertragene Show beim Radiosender NRK P3. Zudem begann Dancke bei dem Sender als Produzentin zu arbeiten. Beim Melodi Grand Prix 2011, dem norwegischen Vorentscheid für den Eurovision Song Contest, war sie als Songwriterin am Lied Trenger mer von Sichelle beteiligt. Im Oktober 2013 erhielt Dancke mit Christine ihre eigene Radioshow bei NRK P3. Ab 2017 wurde die Show von Danckes Produktionsgesellschaft Vrang Produksjon produziert. Dancke führte bis 2020 durch die Radiosendung.
Neben ihrer Tätigkeit als Radiomoderatorin moderierte sie unter anderem im Jahr 2015 zusammen mit Leo Ajkic die Musikpreisverleihung P3 Gull. Gemeinsam mit Vegard Harm bildete sie in den Jahren 2018 und 2019 das Moderationsduo für das bei NRK übertragene VG-Lista-Konzert am Osloer Rathausplatz. Dancke hatte das Konzert zuvor bereits im Jahr 2016 gemeinsam mit Stian Thorbjørnsen moderiert. Beim Spellemannprisen 2019 führte sie im Jahr 2020 erneut durch eine Musikpreisverleihung. Von 2019 bis 2021 moderierte sie in zwei Staffeln die NRK-Musikshow HAIK. Dancke nahm an der 2021 ausgestrahlten Staffel der Reality-Serie Kompani Lauritzen teil. Im Jahr 2023 wirkte sie bei der bei TVNorge ausgestrahlten Realityserie Jaget mit. Im selben Jahr wurde Dancke festes Mitglied des Jury-Panels der NRK-Musikshow Stjernekamp.

## Diskografie

### Alben
- 2003: Knekt